# Stadionul IJsseldelta
Stadionul IJsseldelta este un stadion din Zwolle, Olanda. Acesta este stadionul oficial al echipei PEC Zwolle. Stadionul are o capacitate de 14.000 locuri.